# Mário Jardel
Mário Jardel de Almeida Ribeiro (n. 18 septembrie 1973, Fortaleza) este un fost jucător de fotbal brazilian.

## Palmares

### Club
Vasco da Gama
- Campeonato Carioca: 1992, 1993, 1994

Grêmio
- Copa Libertadores: 1995
- Recopa Sudamericana: 1996
- Campeonato Brasileiro: 1996
- Campeonato Gaúcho: 1995, 1996

F.C. Porto
- Portuguese Liga: 1996–97, 1997–98, 1998–99
- Taça de Portugal: 1998, 2000
- Supertaça Cândido de Oliveira: 1996, 1998, 1999

Sporting
- Portuguese Liga: 2001–02
- Taça de Portugal: 2002

Galatasaray S.K.
- Supercupa Europei: 2000

Newell's Old Boys
- Primera División Argentina: 2004

Goiás
- Campeonato Goiano: 2006

Anorthosis Famagusta
- Cupa Ciprului: 2007

### Internațional
- Campionatul Mondial de Fotbal sub 20: 1993

### Individual
- Cel mai bun marcator din Portuguese Liga: 1997, 1998, 1999, 2000, 2002
- Gheata de aur: 1999, 2002
- Cel mai bun marcator din Liga Campionilor UEFA: 2000, 2001
- Fotbalistul portughez al anului: 1997, 1999, 2002